# José Pais de Carvalho

## Biografia
José Paes de Carvalho nasceu a 12 de novembro de 1850, na capital da Província do Pará (1821-1889), Belém. Filho de pai português, Pedro Paulo de Carvalho, nascido em 20 de julho de 1825 em São Pedro do Sul; e mãe de tradicional família paraense, Olympia Paes de Souza, nascida em 15 de abril de 1831 em Belém do Pará. A exploração da borracha amazônica caminhava para o seu auge, empregando grande número de seringueiros e atraindo muitos imigrantes estrangeiros, particularmente portugueses. Perdeu os pais aos três anos de idade, ceifados pela epidemia de cólera que grassou na Europa de 1853 a 1856. Seus três filhos menores foram acolhidos pela tia materna Maria da Glória Paes Pinto (PAES DE CARVALHO, 1973).  
Como era tradição na época, José e seu primo Pedro foram enviados a estudar na Escola Politécnica de Lisboa. Formou-se em Medicina pela Escola Médico-Cirúrgica de Lisboa em 1872, sendo fluente em francês, inglês e alemão.
De volta a Belém em 1873, após revalidar seu diploma na Faculdade da Bahia, trabalhou como cirurgião no Hospital de Caridade da Santa Casa de Misericórdia e na Beneficência Portuguesa (BRITTO, 1975, p.5-7). Casou-se em 1880 com a prima D. Ângela Augusta Pinto (Belém, 24/11/1856- Rio de Janeiro, 05/06/1930), tendo-lhes nascido um filho, Pedro Paulo. Filiou-se à Maçonaria, obtendo o grau de Príncipe da Rosa Cruz na Loja Maçônica Firmeza e Humanidade da Grão Ordem de Belém em 1888.
ATUAÇÃO POLÍTICA E VIDA PÚBLICA
O telegrama comunicando a Proclamação da República em 15 de novembro de 1889 pegou de surpresa o diretório do Club Republicano: Paes de Carvalho, Chefe do Partido e Presidente do Diretório, Lauro Sodré; Gentil Augusto de Moraes Bittencourt; Manoel de Mello Cardoso Barata; Basílio Magno de Araújo e Gonçalo de Lima Ferreira, reunidos com mais uma centena de pessoas. O Presidente deu a boa nova com entusiasmo. Na ocasião, Paes de Carvalho foi nomeado presidente do Legislativo estadual (FONTES; LEITE NETO, 2009). No dia seguinte, diante da adesão geral das forças militares e de populares, Paes de Carvalho subiu a uma mesa de mármore na sede do governo e intimou o delegado do Império Silvino de Albuquerque a entregar-lhe o poder, no que foi obedecido (BRITTO, 1975, p.11-12; O LIBERAL,1975).
Paes de Carvalho ocupou interinamente o poder, que foi logo cedido a Justo Chermont. O governo provisório dissolveu o Senado e a Câmara, fixando eleições a 15 de setembro de 1890 para a Assembleia Nacional Constituinte. Paes de Carvalho foi o senador mais votado pelo Estado do Pará e tomou posse para um mandato de nove anos, tendo sido eleito segundo secretário da Constituinte por seus pares. No quadro a óleo retratando o fato, podemos ver sua imagem à direita do Presidente. Os 205 deputados e 63 senadores assumiram seus cargos e iniciaram os trabalhos em 15 de novembro no Paço de São Cristóvão, os tendo concluído em 26 de fevereiro de 1891. 
O prestígio de Paes de Carvalho no Senado era grande, sendo interlocutor frequente do Presidente Deodoro da Fonseca. Presidiu a instalação do Congresso Constituinte do Pará em 9 de junho de 1891, vindo a promulgar a Primeira Constituição Política do Estado, publicada no Diário Oficial do Estado do Pará de 11/06/1891 (FONTES, A.S e LEITE NETO, L., 2009). Deodoro dissolveu o Congresso em 03 de novembro daquele ano, mas a Marinha exigiu a sua renúncia 20 dias depois, sendo substituído por Floriano Peixoto (1891-1894).  Paes de Carvalho retornou ao seu estado natal. Nessa época Belém já era a terceira cidade mais importante do país, impulsionada pelo ciclo da borracha. Mas volta e meia era assolada por epidemias como varíola, febre amarela, sarampo, cólera e peste negra devido a falta de saneamento (ALMEIDA, 2010).
Nas eleições para governador do Estado do Pará, foram eleitos Lauro Sodré e Gentil Bittencourt (1891-1897). Irrompeu a Guerra dos Canudos (1896-1897), para a qual acorreram soldados paraenses. Para a sucessão de Sodré foi indicado em 1896 o nome de Paes de Carvalho, que foi eleito e assumiu o cargo no ano seguinte, contando com o apoio do intendente Antônio Lemos (1897-1911), responsável pela modernização urbana de Belém (COELHO, 2020).
O GOVERNO JOSÉ PAES DE CARVALHO
Com votação consagradora na Assembleia Legislativa, governou o estado do Pará de 1º de fevereiro de 1897 a 1º de fevereiro de 1901. Após uma grandiosa excursão exploratória pelo Estado (LACERDA, 2006, p. 269), traçou as  metas de  seu  governo: reorganização  das  repartições públicas, estabelecimento dos limites estaduais, reorganização da colonização do interior (PAES DE CARVALHO, 1901, p. 7-13).
Considerado um dos principais intelectuais divulgadores do Pará, Paes de Carvalho publicou o Álbum do Pará em 1899, destinada a atrair possíveis imigrantes nacionais e estrangeiros para o Estado em face da baixa densidade populacional na época. Na área do saneamento básico, mandou realizar estudos sobre as condições ambientais locais e ocupou-se da criação de hospitais, como o São Sebastião, o de Domingos Freire e o Lazareto de Tatuoca  (BRITTO, 1975, p.17-18). Propôs o saneamento da cidade e contratou a importação de material para a construção de um reservatório de água para os bairros de Campina e Cidade Velha, concluído no governo Augusto Montenegro (PAES DE CARVALHO, 1901, p. 19-25).  
Procedeu à reconstrução do Mercado Ver-o-Peso com peças de ferro importadas, inaugurando-o em 1901. Enfrentou a escassez de carne verde na capital com a importação de gado em pé do Ceará, Rio Grande do Sul e Argentina para a ilha de Marajó, via navegação subvencionada. Foi duramente criticado por favorecer os grupos econômicos importadores, apesar das vantagens econômicas obtidas com os elevados impostos estaduais.
Fundou em sua residência a Sociedade Médico-Farmacêutica do Pará em janeiro de 1898, congregando também químicos, veterinários, cirurgiões dentistas e o cientista Emilio Goeldi. Entidade com fins científicos e beneficentes, em 1900 a Sociedade começou a editar mensalmente a Revista Pará Médico. Após um desentendimento na sociedade,  sete médicos se retiraram e fundaram a Sociedade de Medicina e Cirurgia do Pará (MIRANDA E ABREU JUNIOR, 2013, p.11-15). Ampliou os hospitais existentes e favoreceu a vacinação da população com a criação do Instituto de Soroterapia, tendo apoiado Lemos na instituição do Código de Polícia Municipal, na criação de um serviço municipal de saúde e na construção de um novo cemitério, um novo matadouro e um necrotério perto do porto (PAES DE CARVALHO, 1901, p. 42-46).
Aproveitando a ampliação para 105 km da Estrada de Ferro Bragança nos governos anteriores, obteve aprovação para a construção de mais 35 km entre 1897 e 1901, chegando até Livramento (LEANDRO et alii, 2000). Melhorou os contratos das trinta e quatro linhas fluviais existentes, estabeleceu novas linhas locais e internacionais para a Europa (PAES DE CARVALHO, 1901, p. 91-97). Precisou enfrentar um movimento arrivista contrário ao incentivo à vinda de imigrantes nordestinos tangidos pela seca de 1897 por meio passagens subsidiadas, doação de ferramentas e víveres (PAES DE CARVALHO, 1901, p. 70-72). Aumentou de quatro para dez as colônias agrícolas existentes, além de fundar mais quatro núcleos suburbanos e dois burgos agrícolas para fazer frente ao êxodo em direção à Amazônia, impulsionado pela economia da borracha e a navegação a vapor, aliados aos fatores de expulsão (seca e miséria) e aos subsídios fornecidos pelos governos do Pará e do Amazonas para o transporte dos migrantes até os projetos de colonização agrícola.
Os nordestinos, majoritariamente cearenses, sobreviviam em condições que os estrangeiros recusavam, fazendo o Pará progredir graças à fibra e tenacidade desse povo (LACERDA, 2006, p.  267 e 272). O fluxo de imigrantes para o Estado do Pará totalizou 27.652 pessoas entre 1897 e 1901, favorecidos pela Lei n. 583 de 21 de junho de 1898, que concedeu igualdade de condições para nacionais e estrangeiros, aliado à construção de estradas e moradias para os colonos. A migração de retirantes sertanejos formou a mão de obra principal para o povoamento da lavoura no Pará entre 1889 e 1916, dando origem à área agrícola da bragantina, onde se produzia cana de açúcar, tabaco, mandioca, arroz, feijão, milho e frutas, além da exportação de madeiras.  (NEVES, 2000, apud LACERDA, 2006, p. 55 e 60-61).
A administração econômica e financeira do Estado foi competente, aproveitando o grande ingresso de capitais proveniente da exportação de látex. Além desta, a atuação de Paes de Carvalho na área diplomática foi marcada pelo seu nacionalismo inconteste e pelo combate à cobiça estrangeira sobre o território paraense. Denunciou a ameaça francesa em busca de ouro sobre quatrocentos mil quilômetros de território nacional, em sua maior parte paraense, no atual estado do Amapá, fornecendo argumentos ao ministro Rio Branco para a ação diplomática contra a França em Paris, com a colaboração dos estudos de Emílio Goeldi. Contudo, a Marinha brasileira precisou intervir em batalhas sangrentas para expulsar os invasores, até que a fronteira fosse finalmente traçada no Rio Oiapoque em 1900, quando as minas já se haviam esgotado (SOUBLIN, 2003, p. 245-6).
A Lei n. 711 de 2 de abril de 1900 autorizou o governo a reorganizar o serviço de segurança pública do Estado, criando um corpo de guardas a cargo do Chefe de Segurança, complementado pelo Regimento Militar. Uma das contribuições mais significativas do governo Paes de Carvalho, porém, deu-se no setor cultural ao instituir o Regimento Geral do Ensino Primário a 2 de janeiro de 1899, o qual dividiu o Estado em 16 circunscrições. Esta reforma assegurou às mulheres normalistas o direito a reger turmas em escolas do sexo masculino, substituindo os professores leigos atuantes nas escolas e trazendo grande impulso para os grupos escolares mistos recém-criados na capital e no interior. (paes de carvalho, 1901, P. 51-52). Propôs maiores vantagens para professores titulados, criou escolas e aumentou o número de grupos escolares. Ao sair deixou 9 grupos escolares no interior e 5 na capital, embora não  atingindo todos os objetivos almejados (DAMASCENO e PANTOJA, 2020, p. 8-9).
Reformou o Liceu Paraense e a Escola Normal, tendo ainda reorganizado o Instituto Lauro Sodré e aprimorado o Instituto Gentil Bittencourt. Fundou a Escola Prática do Comércio em 1899 e ampliou o Museu Paraense a partir de 1897, bem como o Horto e o Jardim Botânico. Por sua contribuição à posição brasileira no litígio com a França, que resultou no Tratado de Berne, renomeou o museu para Museu Paraense Emilio Goeldi em 1901. Reorganizou a Biblioteca Pública e o Arquivo Público, subordinando-o ao recém-criado Instituto Histórico, Geográfico e Etnográfico do Pará (1900). Em 1899 publicou a Lei 692 de 22 de maio, criando as Faculdades de Direito, Medicina e Engenharia. Mas a lei nunca saiu do papel e seus críticos argumentaram que ela em realidade atrasou a criação dessas faculdades no estado. Entretanto, em reconhecimento a seus esforços na área educacional, em 1901 Augusto Montenegro decretou o nome de Ginásio Paes de Carvalho ao maior colégio do Estado.
Um importante acontecimento marcou o final do governo Paes de Carvalho: a anexação do território do antigo Contestado (atual Estado do Amapá) ao Estado do Pará. Em 1901, o governador precisou nomear intendentes para as duas circunscrições: uma onde viviam cerca de 4.000 brasileiros drdicados à pesca, criação de gado, extração de borracha e fabrico de farinha d´água, abrangendo da margem esquerda do rio Araguari até o rio Maiacaré, com sede em Amapá; outra com cerca de 4.200 créoles franceses e ingleses, vivendo da exploração de ouro em minas prestes a se esgotar, indo do rio Maiacaré ao Oiapoque, com sede em Calçoene (PAES DE CARVALHO, 1901, p. 113-119).
Em 1901 o Governador foi sucedido por Augusto Montenegro. Eleito senador pelo Estado do Pará e reeleito para a legislatura subsequente, Paes de Carvalho exerceu o mandato na Câmara Alta até 1911, tendo participado da 26ª à 29ª legislaturas (FONTES, A.S e LEITE NETO, L., 2009; Estado do Pará, 1909). Em 1902, mudou-se definitivamente para Paris, onde já se encontravam a esposa e o filho, voltando ao Brasil a cada nova legislatura. Na capital francesa, sua residência transformou-se num escritório informal do Brasil, prestando assistência a políticos e empresários brasileiros. Foi ainda representante oficial do Estado da Bahia em Paris até 1941. Convidado para o cargo de presidente do Banco do Brasil no governo Epitácio Pessoa (1919-1922), declinou da honra.
Perdeu a esposa em 5 de junho de 1930. José Paes de Carvalho ainda continuou morando em Paris, vindo a falecer a 23 de janeiro de 1943, aos 93 anos de idade, no Hospital Saint Jaques, durante a II Guerra Mundial. Como estrangeiro, era obrigado pelas forças de ocupação nazistas a revalidar sua documentação semanalmente, enfrentando longas filas debaixo de neve e frio intenso, exposição forçada que o levou a contrair uma pneumonia, minando sua já frágil saúde.
O Governo Alacid Nunes mandou trasladar seus restos mortais para serem depositados no Palácio de Governo, mas foi só no governo Fernando Guilhon que seus despojos foram removidos do cemitério parisiense Père Lachaise para o Brasil. Chegando ao Palácio Tiradentes em 7 de janeiro de 1975, foi homenageado com missa na Catedral Metropolitana do Rio de Janeiro. Em 1º de fevereiro seus restos foram transportados para a terra natal, Belém do Pará, repousando no Palácio Lauro Sodré, ao lado dos despojos de Augusto Montenegro.

BIBLIOGRAFIA E OBRAS CONSULTADAS
DOCUMENTOS OFICIAIS
Relatório apresentado pelo Dr. José Paes de Carvalho ao Governo do Estado na figura do Exmo. Dr. Augusto Montenegro ao deixar a administração em 1 de fevereiro de 1901. Belém, 1901.

REFERÊNCIAS BIBLIOGRÁFICAS
ÀLBUM do PARÁ, publicado em 1899, na administração do Governo de Sua Excelência o Sr. Dr. José Paes de Carvalho. Parte descritiva a cargo do Dr.  Henrique Santa Rosa, com fotografias e composição de F. A. Fidanza. Escrito em versão trilíngue: português, italiano e alemão.

ALMEIDA, Conceição M. R. As águas e a cidade de Belém: história, natureza e cultura material no Século XIX. Tese de doutorado apresentada à PUC-SP, Programa de Pós-Graduação em História, 2010.

CHERMONT de BRITTO. Paes de Carvalho, estadista da República. Conferência proferida por ocasião do recebimento de seus restos mortais. Rio de Janeiro, Livraria São José, 1975.

DAMASCENO, Alberto & PANTOJA, Suellen. Controle e fiscalização do ensino no Pará: a inspeção escolar no início do século XX. Rev.Bras.Hist. Educ.,v. 20, 2020.
FONTES, A.S e LEITE NETO, L. Catálogo biográfico. Acesso em 30/01/2009. Projeto de imagem de publicações oficiais brasileiras do Center for Research Libraries e Latin-american Microfilm Project. Mensagens dos Presidentes de Província (1830-1930).

LACERDA, E. G. Cearenses no Pará: fases da sobrevivência. Tese apresentada ao Programa de Pós-Graduação e, História Social da USP. São Paulo, 2006.

LEANDRO, L.M.L.; SILVA, F.C. E RODRIGUES, J.C. O papel da E.F. Bragança na colonização e economia da Amazônia Oriental (1870-1960). Disponível em www.abphe.org.br. Consultado em 24 de julho de 2020.

MIRANDA, A.G. & ABREU JUNIOR, J.M.C. As primeiras sociedades médicas do Estado do Pará, Brasil. Revista Pan-Americana de Saúde 2013;4(2):11-17. 
O último senador da Constituinte: morreu em Paris o doutor Paes de Carvalho. CORREIO DA MANHÃ. s/d, 1943

PAES DE CARVALHO, Pedro Paulo. Notas biográficas apresentadas à Academia Nacional de Medicina, em 10 de abril de 1973, na qualidade de membro eleito da Academia desde 1929. Mimeo.

PAES DE CARVALHO, José. Informations exigées pour l´establissement de la Carte d´Identité. Paris. Mimeo (cumprindo exigência da polícia de ocupação alemã durante a II GM), 1941.

PAES DE CARVALHO, o diplomata na guerra. Entrevista feita ao filho Pedro Paulo por ocasião do traslado dos restos mortais do governador. O LIBERAL, 1º de fevereiro de 1975.

RAMOS, Lilian Maria Paes de Carvalho. Paes de Carvalho, um republicano no Pará. Rio de Janeiro, Epitaya, 2023.

SOUBLIN, J. História da Amazônia. Rio de Janeiro, Biblioteca do Exército, 2003.